# Lotte Mart
Lotte Mart là chuỗi siêu thị đa quốc gia chuyên cung cấp các dịch vụ mua sắm trực thuộc tập đoàn Lotte có trụ sở chính đặt tại Seoul, Hàn Quốc. Đây là một trong những nhà bán lẻ hàng đầu châu Á.
Công ty khai trương chi nhánh đầu tiên của mình tại Guui-dong, Gang-Byeon, Seoul, Hàn Quốc vào ngày 1 tháng 4 năm 1998. Năm 2006, Lotte Mart mở chi nhánh nước ngoài đầu tiên. Tính đến ngày 8 tháng 8 năm 2011, Lotte Mart có tổng cộng 199 chi nhánh (92 tại Hàn Quốc, 82 tại Trung Quốc, 23 tại Indonesia và 13 tại Việt Nam). Các thương hiệu con của Lotte Mart bao gồm có: Herbon, Wiselect, Withone, Basicicon, Tasse Tasse và Gerard Darel.
Vào tháng 4 năm 2018, Lotte Mart xác nhận sẽ ngừng hoạt động tại Bắc Kinh (Trung Quốc), công ty tiến hành bán lại 21 chi nhánh cho đối tác nội địa là Wumei Holdings Inc.

## Các chi nhánh đang hoạt động

### Thị trường quốc tế

#### Trung Quốc
Tháng 12 năm 2007, Lotte Mart đã mua lại Makro - một chuỗi siêu thị của Hà Lan. Thông qua việc mua Makro, Lotte Mart có thể xâm nhập vào thị trường Trung Quốc. Đây là lần đầu tiên ngành bán lẻ Hàn Quốc gia nhập thị trường Trung Quốc. Hiện nay có 82 chi nhánh của Lotte Mart đang hoạt động ở nơi đây.

#### Indonesia
Tiếp tục kế hoạch mở rộng, tháng 10 năm 2008, Lotte đã mua lại PT Makro Indonesia. PT Makro Indonesia điều hành 19 cửa hàng ở Indonesia. Đây cũng là lần đầu tiên ngành bán lẻ Hàn Quốc gia nhập thị trường Indonesia.

#### Việt Nam
Ngày 18 tháng 12 năm 2008, Lotte Mart thành lập chi nhánh đầu tiên tại quận 7, Thành phố Hồ Chí Minh (Việt Nam).

### Toys R Us
Lotte Mart đã ký hợp đồng cấp phép đối với Toys "R" Us vào tháng 12 năm 2007. Sau đó, Toys "R" Us mở cửa lần đầu tiên tại thị trường Hàn Quốc vào ngày 8 tháng 12 cùng năm. Công ty khai trương tại chi nhánh Lotte Mart Guro rộng 3437,4 m² (37.000 foot vuông) ở Seoul, Hàn Quốc. Các địa điểm Toys R Us khác nằm ở Guri, Incheon, Samsan và Jamsil. Trong tương lai, Lotte Mart dự định sẽ mở thêm 20 cửa hàng Toys R Us nữa vào năm 2012.

## Hợp tác với quân đội Hàn Quốc
Vào tháng 2 năm 2017, Lotte đã đồng ý cung cấp một sân golf cho quân đội Hàn Quốc. Sân golf dự kiến sẽ được sử dụng để làm địa điểm lắp đặt Hệ thống phòng thủ tên lửa tầm cao giai đoạn cuối (THAAD) của Liên quân Hàn-Mỹ.